# El Tranqueño
El Tranqueño är en ort i Mexiko.   Den ligger i kommunen Dolores Hidalgo och delstaten Guanajuato, i den centrala delen av landet, 270 km nordväst om huvudstaden Mexico City. El Tranqueño ligger 1 990 meter över havet och antalet invånare är 163.
Terrängen runt El Tranqueño är en högslätt. Runt El Tranqueño är det ganska tätbefolkat, med 67 invånare per kvadratkilometer. Närmaste större samhälle är Dolores Hidalgo, 14,5 km sydväst om El Tranqueño. Trakten runt El Tranqueño består till största delen av jordbruksmark.